# Jean-Daniel Berclaz
Pour les articles homonymes, voir Berclaz.
Ne doit pas être confondu avec Berclaz de Sierre.
 (novembre 2014).
Jean-Daniel Berclaz, né le 7 juin 1955 à Neuchâtel, est un artiste peintre et graveur suisse. 

## Biographie
Né le 7 juin 1955 à Neufchâtel, Jean-Daniel Berclaz suit des études de graphisme à Lausanne de 1972 à 1976. De 1977 à 1980 il vit à Berlin. De 1981 à 1984, il fréquente les Beaux-Arts de Paris. Il vit en Suisse et à Paris.
Jean Daniel Berclaz expose au Salon des Réalités Nouvelles, notamment en 1986 et au Kunstraum d'Innsbruck en 2001.
Le Musée national des beaux-arts du Québec possède l'installation, Le Chant des baleines réalisée en 1990.

## Publications
Liste établie à partir de l'article des Rencontres internationales de la photographie en Gaspésie.

### Monographie
- Pour une sociologie – Philippe Chaudoir -Édition L’Armattan - 1999
- Le Musée du Point de Vue - Thèse de Stéphanie Bucholz - Université de Fribourg - 1999
- Tout partait du même endroit - Textes de Marie de Brugerolle, Patrick Streicher, Esther-Maria Jungo, Éditions Échanges - exposition Musée Bruder Klaus Sachseln - 2005
- Le musée du point de vue, Jean-Daniel Berclaz, textes de Jean-Louis Poitevin, Éditions de l'Œil, 2006  (ISBN 2-35137-031-7)

### Catalogues collectifs
- Un Art Contextuel - Paul Ardenne - Flammarion - 2002
- Les cahiers - FRAC Lorraine - 2003
- 20 ans de Fri-art - Fribourg - Suisse - 2003
- Arts de Luzerne - Texte de Esther-Maria Jungo - 2003
- Rencontres 2003 – RIP - Arles
- L’endroit de l’autre - CRAC - SETE - 2003
- BF15 - Lyon - 2004
- Affinités - le Pavé dans la mare - Arc et Sénanc - 2005
- 10 ans d’Attitudes - Genève - Suisse - 2006
- Centre Culturel Suisse de Paris - 2007
- Signé Lauris - Catalogue générique - 2007
- Artistes associés - MAC - Marseille - 2007
- La villa du Parc - Annemasse - 2008
- Paysages - Arts 3 - Valence - 2008
- #Else 6 - Points de vue de Jean-Daniel Berclaz présenté par Jean-Christophe Blaser, in Else 6, p. 20-24, novembre 2013, Musée de l’Élysée

## Expositions personnelles
Liste établie à partir de l'article des Rencontres internationales de la photographie en Gaspésie.
- 1999
  - Musée du point de vue «  A55 » aire de St Henri - Marseille (France)
  - Station Méditerranée Agnès b - Marseille et Agnès b - Lille (France)
- 2000 : Rendez-vous ici Apt, (France)
- 2001
  - Un jour ils se sont trouvés là Galerie Esca - Milhaud (France)
  - Je savais que je pouvais m’éloigner si je le voulais Kunstraum - Innsbruck, A
  - Elle portait une belle robe en soie - Le pavé dans la mare – Besançon (France)
- 2002
  - 120° BF 15 - Lyon, (France)
  - 120° Les Subsistances - Lyon (France)
  - Disco d’images - La péniche Mascaret - Lyon (France)
- 2003
  - Ce que j’ai vu - Fête des Lumières - Lyon (France)
  - Je vous avais pourtant prévenu - Château Lauris - Lauris (France)
  - Point de vue Shift Château Musée - Annecy, (France)
  - Quelque chose comme de la neige CRAC - Sète, (France)
- 2004
  - Point de vue Shift Foro artistico - Hanovre, (Allemagne)
  - Pissevin La Salamandre - Nimes, (France)
- 2005
  - 360° dans la forêt - Le vent des Forêts - Lorraine, (France)
  - Mon livre - Musée Bruder Klaus - Sachseln, (Suisse)
- 2006
  - Zones protégées la Halle - Pont en Royans, (France)
  - Les fétiches Maisons Daura - Saint-Cirq Lapopie, (France)
- 2007 :
  - Tout ça pour rien dans le cadre de « La belle voisine » - Villa du Parc Annemasse (France)
  - 360° dans la forêt Bibliothèque artotèque - Annemasse, (France)
  - On se reverra bientôt - Château Lauris – Lauris, (France)
  - Picto player - École des Beaux-Arts de Marseille, (France)
- 2014 : PIC-NIC exposition Galerie APCd Fribourg (Suisse)

## Expositions collectives
Liste établie à partir de l'article des Rencontres internationales de la photographie en Gaspésie.
- 2000 : Fabrique de la nature, Centre d’Art Contemporain – Istres (France)
- 2002
  - Galerie Esca, Milhaud (France)
  - Small is ok, Fri-art, Fribourg (Suisse)
- 2003
  - L’endroit du regard, CRAC, Sète (France) 
  - La Chaire est Dieu, Subsistances, Lyon (France)
  - Rencontres internationales de la photo RIP, Arles (France)
- 2004
  - Small is ok - Musée Mori, Tokyo (Japon)
  - C.R.A.N.E, Bourgogne (France)
- 2005
  - Affinités, Le pavé dans la mare, Arc et Sénanc– Besançon (France)
  - Art Canal – Bienne, Suisse
- 2007 : Artistes associés MAC - Marseille (France)
- 2014
  - Nuit des images, projections des photos de Pic-nic, Musée de l’Élysée, Lausanne (Suisse)
  - Ensemble, curateur : Paul Ardenne, Defacto, La Défense, Paris (France)
- 2015 : Le musée du Point de vue, SLACK ! Deux Caps-Art Festival (France)[6]